# Original American Classics: Ray Charles
Original American Classics: Ray Charles – box set amerykańskiego muzyka Raya Charlesa, wydany w 2008 roku. Jest jednym z box setów z serii Original American Classics, przedstawiających twórczość jednych z najwybitniejszych artystów w historii. Do tej pory w ramach tej serii ukazały się również box sety m.in. Johnny'ego Casha, Boba Marleya oraz Hanka Williamsa.